# Duivenvoordse-Veenzijdse Polder
Het waterschap Duivenvoordse-Veenzijdse Polder was een waterschap in de Nederlandse provincie Zuid-Holland, in de gemeenten Leidschendam, Voorschoten en Wassenaar.
Het waterschap was een samenvoeging van:
- de Duivenvoordse Polder
- de Veenzijdse Polder
- de Fluitpolder
- de Raaphorsterpolder

Het waterschap was verantwoordelijk voor de waterhuishouding in de gelijknamige polders.

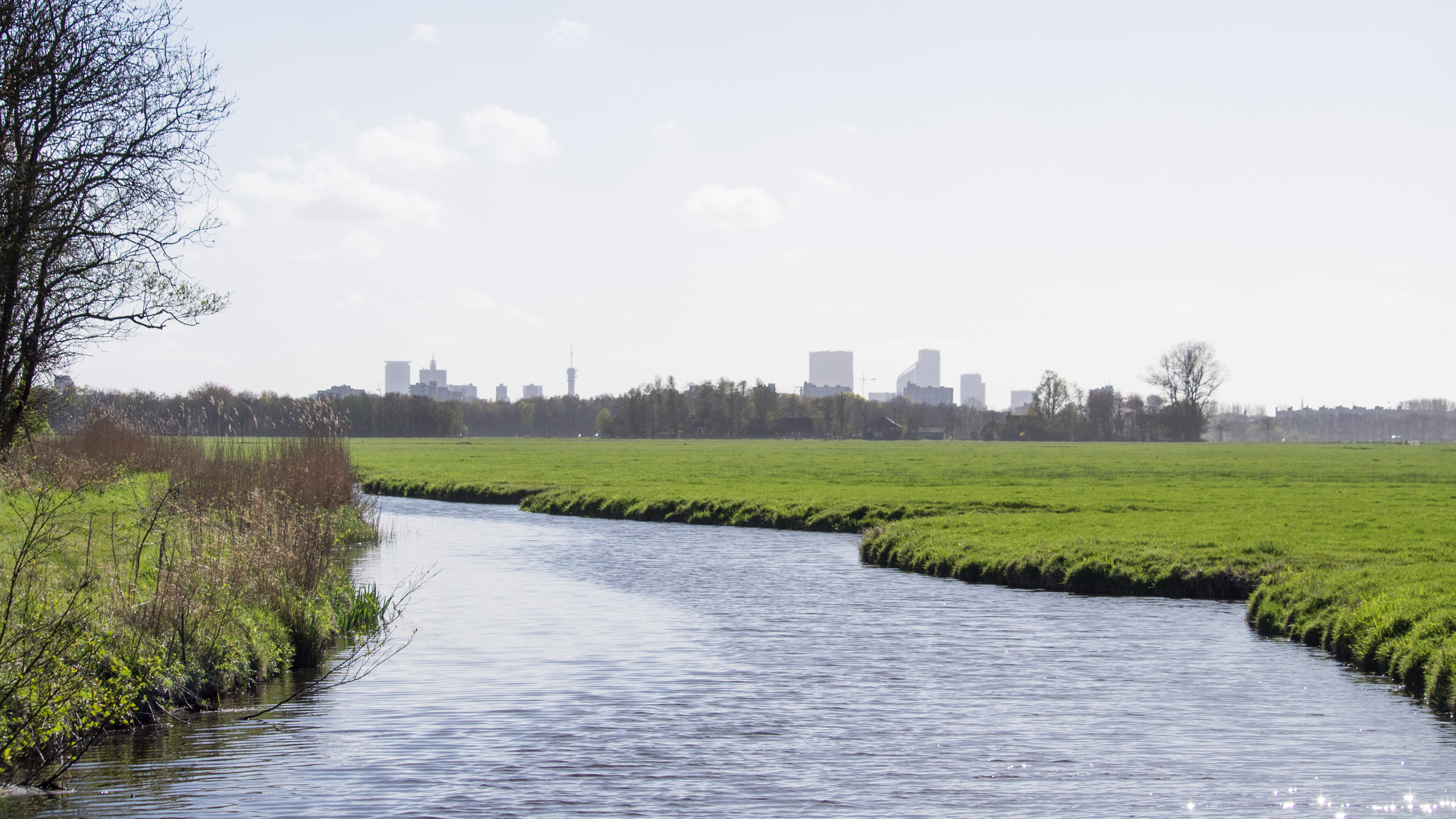
Den Haag, gezien vanuit de polder